# Jean-Claude Rozec
Jean-Claude Rozec, né en 1978 à Lorient  est un animateur et un réalisateur de films d'animation français.

## Filmographie - Réalisation
Courts-métrages d'animation
- 2002 : Dame Saccharine avec Julien Leconte
- 2003 : Chevaliers, the Rythm of the Knights avec Julien Leconte
- 2005 : The Perfect Weapon
- 2009 : Monstre sacré
- 2010 : Cul de bouteille
- 2013 : La Maison de poussière
- 2019 : Têtard

Séries d'animation
- 2008 : Les Shlaks avec Benjamin Botella

## Filmographie - Animation
Courts-métrages
- 2005 : RIP : Mauvais Œil - de Bruno Collet
- 2006 : RIP : Mauvais contact - de Bruno Collet
- 2007 : La P'tite Ourse de Fabienne Collet

## Récompenses
- 2010 : sélection de Monstre sacré au Festival international du film d'animation d'Annecy
- 2019 : Têtard remporte le prix FIPRESCI à l'édition 2019 du festival international du film d'animation d'Annecy[2]